# Bactrocera dubiosa
Bactrocera dubiosa är en tvåvingeart som först beskrevs av Hardy 1982.  Bactrocera dubiosa ingår i släktet Bactrocera och familjen borrflugor. Inga underarter finns listade.